# Książnice Wielkie (gmina)
Książnice Wielkie (alt. Książnice) – dawna gmina wiejska istniejąca na przełomie XIX i XX wieku w guberni kieleckiej. Siedzibą władz gminy były Książnice Wielkie.
Za Królestwa Polskiego gmina Książnice Wielkie należała do powiatu pińczowskiego w guberni kieleckiej (utworzonej w 1867).
Brak informacji o dacie likwidacji gminy; jednostka występuje jeszcze w wykazie z 1885 roku, natomiast w wykazie z 1921 jest już zniesiona, a Książnice Wielkie wchodzą w skład gminy Filipowice.